# NCAA Basketball 09
NCAA Basketball 09 es la entrega de 2008 de la serie NCAA Basketball. Fue lanzado el 17 de noviembre de 2008 para PlayStation 3, PlayStation 2 y Xbox 360. El jugador de los Cleveland Cavaliers Kevin Love (que era un delantero de UCLA en ese momento) aparece en la portada. Una edición especial llamada NCAA Basketball 09: March Madness Edition se lanzó solo para Xbox 360 el 11 de marzo de 2009.

## Recepción
El juego recibió "críticas mixtas o promedio" en todas las plataformas, según el sitio web de agregador de reseñas Metacritic.